# 香取神社 (江東区)
香取神社（かとりじんじゃ）は、東京都江東区亀戸にある神社。通称は亀戸香取神社（かめいどかとりじんじゃ）。御祭神は経津主神（ふつぬしのかみ）。『日本書紀』によれば、武功の神とされている。

## 略歴

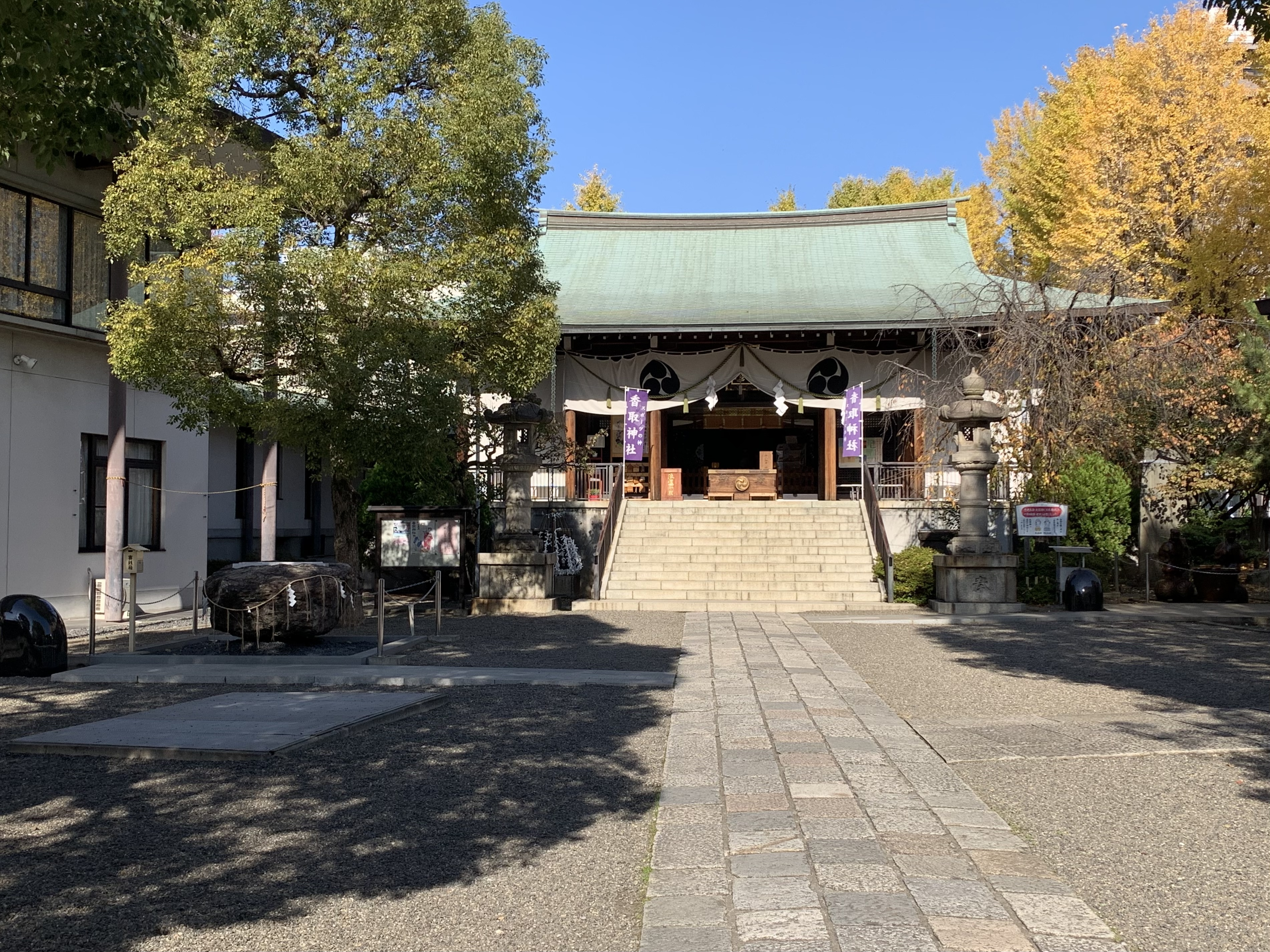
拝殿

665年（天智天皇4年）創建。藤原鎌足（当時は中臣鎌足）が東国下向の際、この「亀の島」の地に船を寄せて太刀一振を納め、香取神宮から分霊を勧請し旅の安泰を祈り神徳を仰ぎ奉ったのが起源である。
天慶年間（938年 - 947年）、藤原秀郷が当社で平将門討伐の戦勝祈願をし、成就したことから弓矢を奉納し、「勝矢」と命名した。このような経緯から、歴代天皇をはじめ、源頼朝や徳川家康などの武将、武道家の篤い崇敬を受け、武道修行の人々に祖神として崇められた。 
近年では宮司が祭神を「スポーツ振興の神」とし、 ANN系列『スーパーJチャンネル』で紹介されてからスポーツ関係の参拝者が急増。知名度を高め各地から参拝客を集めるようになった。

## 祭祀
勝矢祭
藤原秀郷の「勝矢」の故事に因む祭り。当日は武者行列があり、平安時代の鎧兜の装束や陣羽織、裃などを身にまとった氏子、地元小学生の鼓笛隊等が参加する武者行列が亀戸の街を約2kmを練り歩く。沿道などの人出は約10万人にのぼる。
亀戸大根収穫祭・福分けまつり
亀戸地区の小学校・中学校等で収穫された亀戸大根を奉納する収穫祭。亀戸大根は江戸末期のに栽培が始まり、当社周辺が栽培の中心地となっていた。周囲の宅地化が進み産地が移ったが、亀戸大根を復活させようという活動が起こり、亀戸地区の各小学校の校庭で栽培されることになった。亀戸大根を奉納する祭りが「福分けまつり」として始められ定着。境内には亀戸大根の栽培の発祥を記念した碑が1999年（平成11年）に建てられた。
こんにゃく神輿
構造が釘や金具で固定されておらず、寄木細工のように組まれている。そのため、神輿を担ぐと屋根・胴体・台座のそれぞれが別の動きをして「こんにゃく」のように揺れる。国内では当神社を含めて2基しか存在しない。

## 交通アクセス
- JR総武線（各駅停車）、東武亀戸線 - 亀戸駅北口（アトレ口）より徒歩10分（経路案内）。

蔵前橋通りに鳥居がある。参道は、亀戸香取勝運商店街になっている。